# ديريك لام
ديريك لام (بالإنجليزية: Derek Lam)‏ هو مصمم أزياء أمريكي، ولد في 25 مارس 1966 في سان فرانسيسكو في الولايات المتحدة.

## وصلات خارجية
- الموقع الرسمي